# Comité Olímpico Nacional de Uzbekistán
El Comité Olímpico Nacional de la República de Uzbekistán es el Comité Olímpico Nacional que representa a Uzbekistán.